# Chernobyl Reclaimed: An Animal Takeover

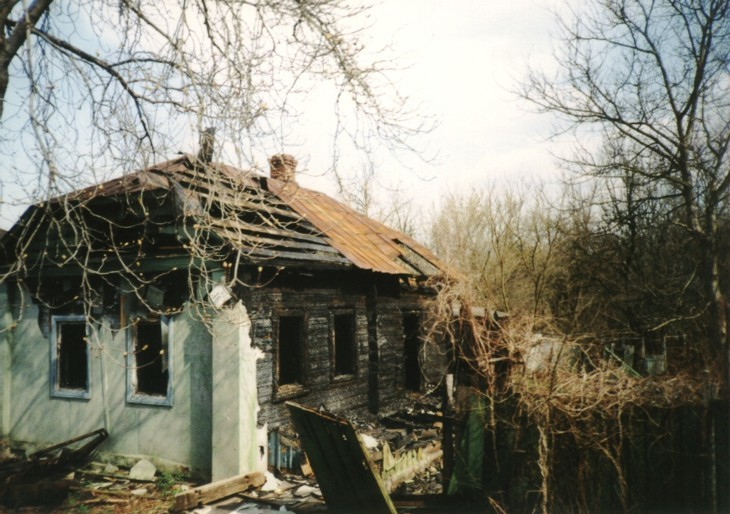
Een vervallen huis in het geëvacueerde gebied

Chernobyl Reclaimed: An Animal Takeover is een documentairefilm uit 2007 van regisseur Peter Hayden en de productiemaatschappijen Blue Paw Artists en Off The Fence. De documentaire werd uitgezonden door Discovery Channel en in 2009 op dvd uitgegeven door Omniversum.

## Inhoud
De documentaire toont hoe dieren overleven in de wegens radioactiviteit door mensen verlaten zone rond de Kerncentrale Tsjernobyl. Door de afwezigheid van mensen krijgen sommige diersoorten nieuwe kansen terwijl tegelijkertijd het gevaar van besmetting groot is, met name bij dieren aan de top van de voedselketen en wilde zwijnen die hun voedsel dicht bij de grond zoeken. De film richt zich met name op een poes die probeert haar jongen groot te brengen in een wereld waarin de dreiging van roofdieren groot is. De kattenfamilie woont in een verlaten huis waar eens een beer op bezoek komt en dat ze uiteindelijk moet verlaten als deze door een wolf wordt bezet.